# Alex Schomburg
Alex Schomburg  nascido Alejandro Schomburg y Rosa  (Aguadilla, 10 de maio de 1905 — Hillsboro, 7 de abril de 1998) foi um artista porto-riquenho, que ilustrou diversas em revistas em quadrinhos e revistas pulp.

## Biografia

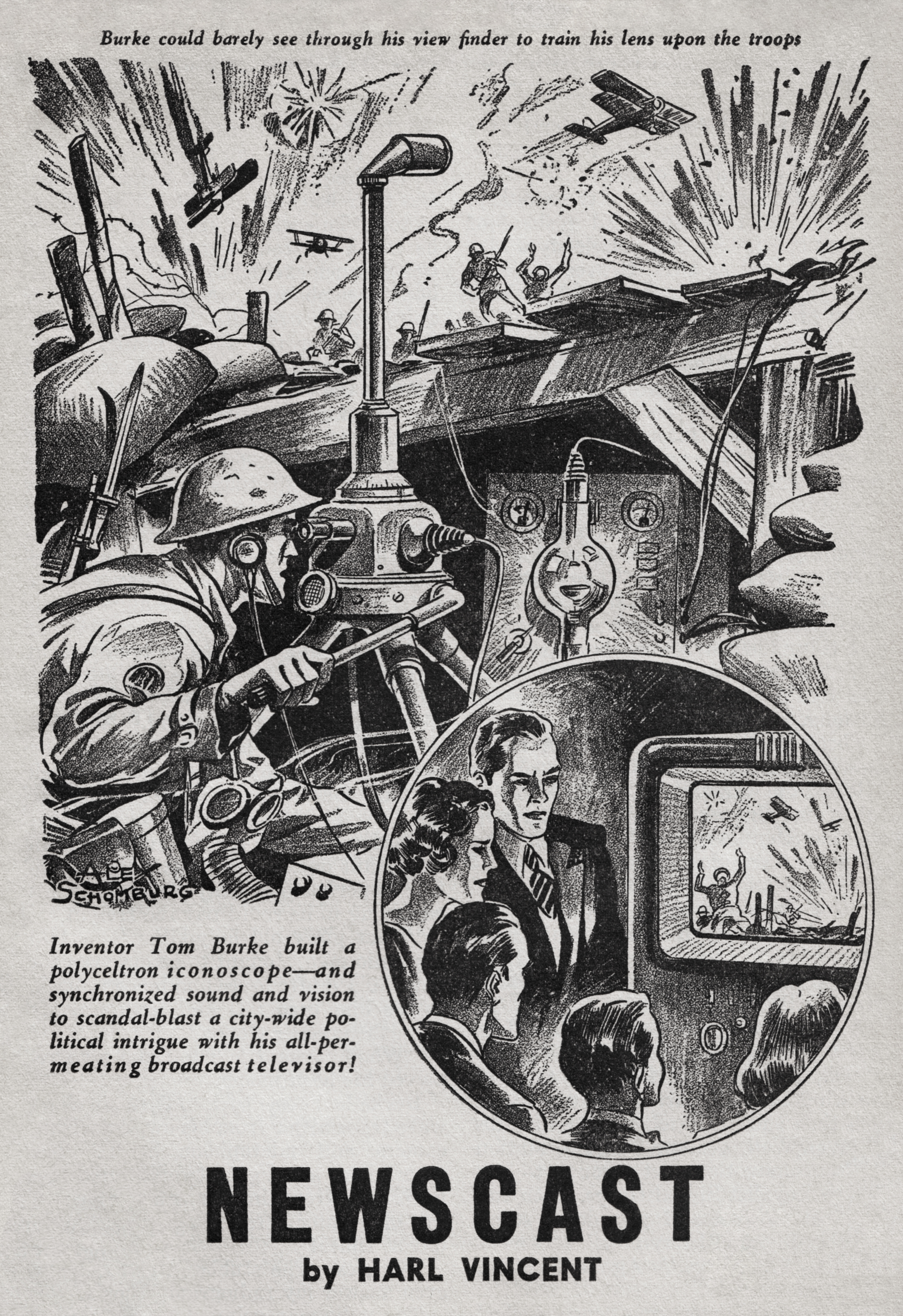
Ilustração para o noticiário de Harl Vincent na Marvel Science Stories (maio de 1939)

Alex Schomburg nasceu em 10 de maio de 1905, em Aguadilla, Porto Rico. Ele era filho de Guillermo Schomburg, um engenheiro civil e agrimensor de ascendência alemã e judaica, e de Francisca Rosa. Em 1917, Alex mudou-se para a cidade de Nova York, onde se juntou aos irmãos mais velhos e frequentou a escola pública. Em 1923, começou a trabalhar como artista comercial ao lado de três de seus irmãos. Em 1928, a sociedade entre os irmãos chegou ao fim, e Schomburg passou a trabalhar na National Screen Service, criando slides de projeção e trabalhando em trailers de filmes até 1944.
Durante a década de 1930, além do trabalho na NSS, Schomburg atuou como freelancer para a Better Publications, produzindo ilustrações internas para Thrilling Wonder Stories e outras revistas pulp da empresa. Sua habilidade para desenhar qualquer coisa mecânica logo o levou a ilustrar capas de aviação para Flying Aces e equipamentos eletrônicos para a revista Radio Craft, de Hugo Gernsback. Sua primeira capa com tema de ficção científica foi para a edição de setembro de 1939 da revista Startling Stories. Como o próprio artista relembrou em 1939: "Um dia o editor me pediu uma ilustração para a Thrilling Wonder Stories. Eu sempre gostei de ficção científica e eles gostaram da forma como eu lidava com a arte. Eu gosto tanto de ler a história quanto de fazer as ilustrações. Na minha opinião, uma ilustração é muito importante. Por exemplo, dê a mesma história para duas pessoas diferentes... então peça que imaginem uma certa cena. Pode apostar que vão ser completamente diferentes."
Na década seguinte, Schomburg trabalhou principalmente como freelancer para a Timely Comics — precursora da Marvel Comics nos anos 1940 — mostrando seu talento em capas repletas de ação com personagens como Capitão América, Namor, o Tocha Humana e outros super-heróis. Seus primeiros trabalhos registrados em quadrinhos foram duas capas lançadas no mesmo mês: Daring Mystery Comics #1 e Marvel Mystery Comics #3 (ambas com data de capa de janeiro de 1940). Schomburg desenhou a maioria das capas da Timely, além de algumas ilustrações internas de uma página, até a edição Marvel Mystery Comics #76 (setembro de 1946). Ele também criou capas para a Pines Publications, em títulos como Exciting Comics e America's Best Comics, com heróis como Black Terror e Fighting Yank, além de trabalhos para a Harvey Comics, incluindo a série licenciada do herói de rádio O Besouro Verde. Em algumas revistas da Pines entre 1947 e 1949, ele assinou as capas como "Xela". Durante as décadas de 1930 e 1940, Schomburg produziu mais de 500 capas de quadrinhos.
No início dos anos 1950, Schomburg deixou os quadrinhos e passou a dedicar-se a capas e ilustrações para revistas de ficção científica, publicações de astrologia e livros, incluindo a série juvenil da editora Winston.
Em 1962, Schomburg mudou-se para uma casa em estilo rancho em Newberg, no estado do Oregon. Posteriormente, essa casa foi adquirida pela universidade local, George Fox University, e transformada em moradia estudantil, recebendo o nome de "Schomburg House".
Em 1977, Schomburg e alguns de seus colegas artistas da Era de Ouro dos quadrinhos colaboraram na Invaders Annual #1, escrita por Roy Thomas. Schomburg desenhou e arte-finalizou um capítulo de seis páginas com o Tocha Humana da Era de Ouro.
Nos últimos anos de vida, Schomburg morou em Hillsboro, Oregon, e faleceu em Beaverton, Oregon, em 7 de abril de 1998.

## Premiações

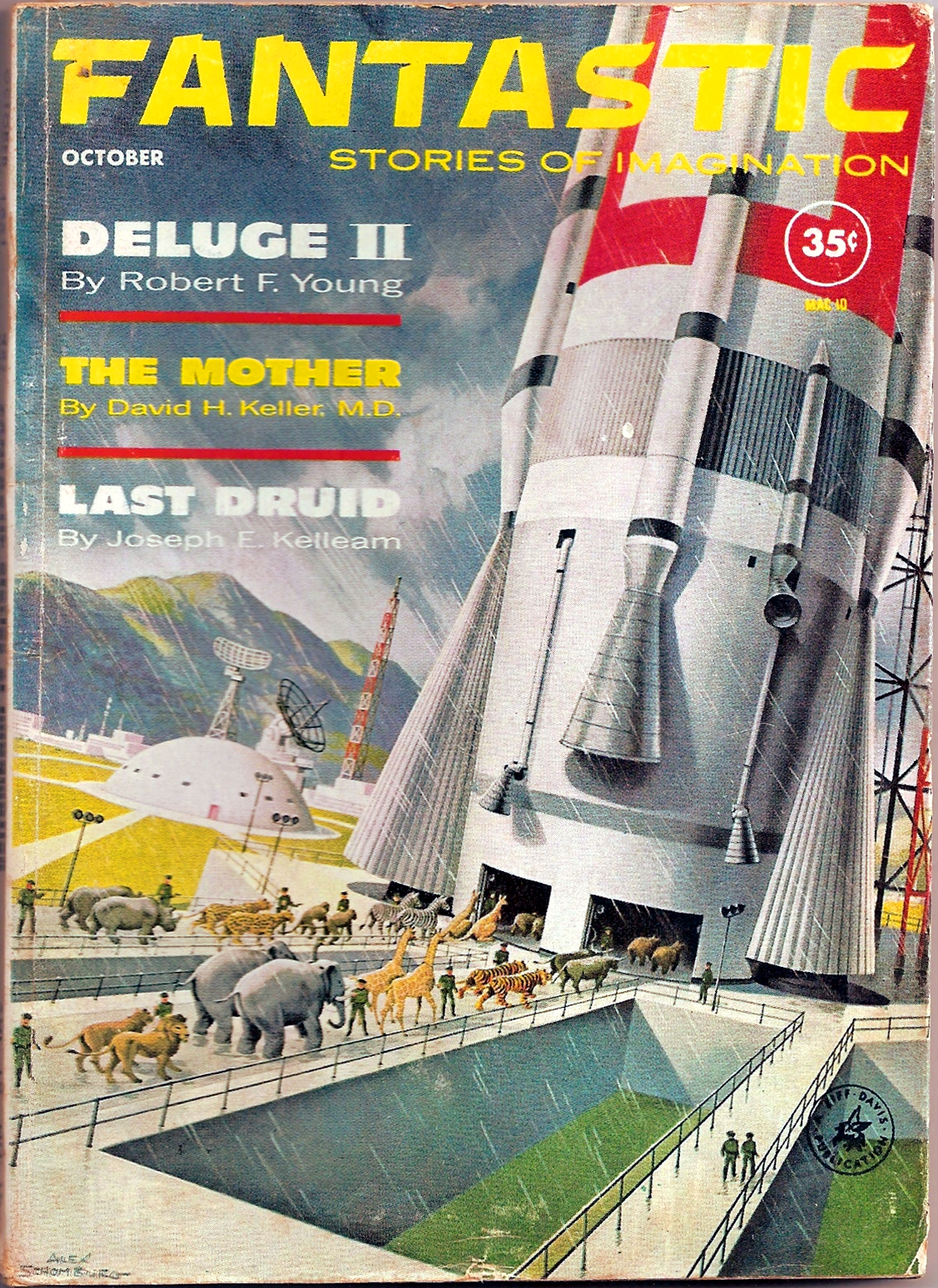
Fantastic (outubro de 1961). Capa de Schomburg.

- Indicado ao Prêmio Hugo de Melhor Artista Profissional (1962); ficou em segundo lugar
- Doc Smith Second Stage Lensman Award, 30 de setembro de 1979, Moscon 1
- Frank R. Paul Award, 1984
- Inkpot Award, 1985
- Nomeado Coronel de Kentucky, em 6 de maio de 1986
- Chesley Award (Prêmio da A.S.F.A. por Realização Artística), 1986
- Convidado de Honra da PulpCon 16, 9 a 12 de julho de 1987, Dayton, Ohio
- Prêmio pelo Conjunto da Obra, Kansas City Comic Con, outono de 1989
- First Fandom Hall of Fame, 1990
- Prêmio Especial do Comitê da 47ª Convenção Mundial de Ficção Científica (Noreascon III), 1989, por sua contribuição à ficção científica
- Hall da Fama do Prêmio Will Eisner, 1999

## Avaliações críticas
Stan Lee escreveu:
"Sempre achei que Alex Schomburg foi para os quadrinhos o que Norman Rockwell foi para a revista The Saturday Evening Post. Ele era totalmente único, com um estilo incrivelmente distinto. Você nunca confundiria uma capa do Schomburg com a de outro artista... Lembro de ouvir o editor da Timely Comics, Martin Goodman, dizer repetidas vezes o quanto Alex era um ilustrador de capas excelente e como ele gostaria de ter mais artistas como ele. Apesar da quantidade de trabalho que passávamos para ele, apesar do cuidado e esforço colocados em cada capa, não me lembro de Alex ter se atrasado com qualquer ilustração.